# 中島平太郎
中島 平太郎（なかじま へいたろう、1921年3月19日 - 2017年12月9日）は、デジタルオーディオ技術の草分け的人物とされる日本の技術者である。コンパクトディスク メディア（CD-DA規格） 開発においてソニー側の責任者で、「CDの父」とも呼ばれる。福岡県久留米市生まれ。任意団体CDs21ソリューションズ会長。ビフレステック株式会社代表取締役会長。

## 経歴
- 1921年 - 3月、福岡県久留米市に生まれ、女系家族の中で60年ぶりの男子として祝福された。
- 1938年 - 福岡県立明善高等学校卒業後、明治専門学校（現在の九州工業大学）へ進学。[2]
- 1942年 - 明治専門学校卒業後、東京工業大学へ進学。
- 1944年 - 東京工業大学電気工学科卒（戦時下につき繰り上げ卒業）後、九州大学大学院特別研究生。工学博士。
- 1947年 - NHK入局。音響技術研究に携わる。
- 1963年 - 石橋文化センター(福岡県久留米市)内の石橋文化ホールの音響設計実務に携わる。
- 1964年 - 東京オリンピックの音響システム（注: 公共放送設備ではなく競技場内の拡声設備）の責任者を担当。
- 1965年 - NHK放送技術研究所音響研究部部長就任。
- 1968年 - 世界初のデジタル録音機を公開。
- 1968年 - NHK放送科学基礎研究所所長就任。
- 1971年 - ソニー入社。常務取締役技術研究所所長就任。当時の社長井深大によるヘッドハンティングであった。その時の井深の囁いた「物作りは楽しいぜ、来なよ」との台詞は有名。その後、音響事業部長、デジタルオーディオ部長などを歴任。
- 1981年 - DAT懇談会会長および日本音響学会会長就任。CD-DA発表。
- 1982年 - 世界初のCDプレーヤーを発売。
- 1983年1月28日 - ソニーの子会社であるアイワ株式会社再建のため副社長に就任。
- 1984年 - アイワ社長。
- 1987年 - アイワの経営悪化の責任を取って社長退任。
- 1989年 - ソニーと太陽誘電の50:50合弁でCD-R製造販売を事業とする株式会社スタート・ラボが設立、社長就任。
- 1992年 - 日本オーディオ協会会長就任。オレンジフォーラム（CD-R標準化団体）会長就任。
- 2001年4月25日 - オレンジフォーラムとマルチメディアCDコンソシアムが合併し、任意団体CDs21ソリューションズが設立。会長就任。
- 2003年4月17日 - CDs21ソリューションズが中島平太郎賞を創設。CDに貢献した人物に毎年贈られる。
- 2004年6月 - 異業種交流会の基調講演として「デジタル化の功罪」を講演。
- 2006年 - ビフレステック株式会社設立。代表取締役会長就任。
- 2011年12月7日 - ソニー主催で「音をゆらす ～原音忠実再生から心地よさの追求へ～」を講演。約200名のエンジニアが熱心に聴講。
- 2012年12月6日 - 「音の日」、日本オーディオ協会60周年記念協会栄誉賞を受賞。
- 2014年4月1日 - NH Lab.（Nakajima Heitaro Laboratory）を設立。
- 2017年12月9日 - 午前11時44分、東京都目黒区内の病院で虚血性心不全（急性心不全とも）のため逝去。享年96[3]。

## 主な業績
- プロ用コンデンサーマイクの開発（NHK技術研究所時代、今なお現役のソニーC-38Bの源流になるCU1-1を1954年に開発。その商品化はソニーに依頼）
- 国産初の放送モニタースピーカー（BTS放送技術規格）の開発（NHK技術研究所時代、商品化は三菱電機に依頼。型式名：2S-305）
- 世界初のデジタル録音機を製作
- PCMプロセッサー（家庭用VTRを使ったデジタルオーディオ録音機）の開発を主導
- CD-DAの開発・標準化を主導
- DATの標準化を主導（開発には関与していない）
- CD-Rの開発・標準化を主導

CD-DAはソニーとフィリップスの共同開発だが、中島はそのソニー側の責任者だった。規格制定の貢献度は両社50%ずつと公式に発表されているが、技術コンペを経てソニー側が主張した技術が多く採用されている。
デジタル録音可能メディアであるDATとCD-Rにおいて音楽著作権の在り方に関し、日本レコード協会としばしば対立した。

## 著書
- ブルーバックスB-218 「オーディオに強くなる」 - 1972年第1版、ISBN 4061178180
- オーム社「図解 コンパクトディスク読本」 - 小川博司との共著、1982年第1版、ISBN 4274029654
- 風雲舎「次世代オーディオに挑む」- 1999年第1版、ISBN 493893910X

ほか多数

## 栄誉
- 1989年 - IEEE井深大コンシューマー・エレクトロニクス賞を受賞。
- 1993年 - CD開発の功績により紫綬褒章を受章。